# (468343) 2016 ED77
(468343) 2016 ED77 es un asteroide perteneciente al cinturón de asteroides, descubierto el 1 de octubre de 1999 por el equipo Spacewatch desde el Observatorio Nacional de Kitt Peak (Arizona, Estados Unidos).